# Movimiento Nacionalista Revolucionario Unido
El Movimiento Nacionalista Revolucionario Unido (MNRU) fue un partido político boliviano de derecha.

## Historia
En 1980, el ala derecha del Movimiento Nacionalista Revolucionario (MNR) se separó del partido y fundó el Movimiento Nacionalista Revolucionario Unido, el cual estuvo liderado por Guillermo Bedregal Gutiérrez y Miguel Trigo Rodríguez.
En las elecciones de 1980, el MNRU se alió con el Movimiento de Izquierda Nacional (MIN) y presentó a Guillermo Bedregal Gutiérrez como su candidato presidencial, el cual obtuvo el 1,87 por ciento de los votos. En las elecciones al Congreso logró elegir 2 diputados: Leonardo Ferrel por Cochabamba y Donald Baldivieso por Potosí.
Hacia 1985 el MNRU se reintegró en el histórico Movimiento Nacionalista Revolucionario liderado por Víctor Paz Estenssoro.